# Dickie Davis
Richard Daniel Davis, detto Dickie (Birmingham, 22 gennaio 1922 – Bishop's Stortford, 11 agosto 1999), è stato un calciatore inglese, di ruolo attaccante.

## Carriera
Fu capocannoniere della First Division inglese nel 1950.